# Hatiora salicornioides
Hatiora salicornioides  es una especie de planta fanerógama de la familia Cactaceae. Es endémica de Bahia, Espírito Santo, Minas Gerais, Paraná, Río de Janeiro y São Paulo en Brasil. Es una especie común que se ha extendido por todo el mundo.

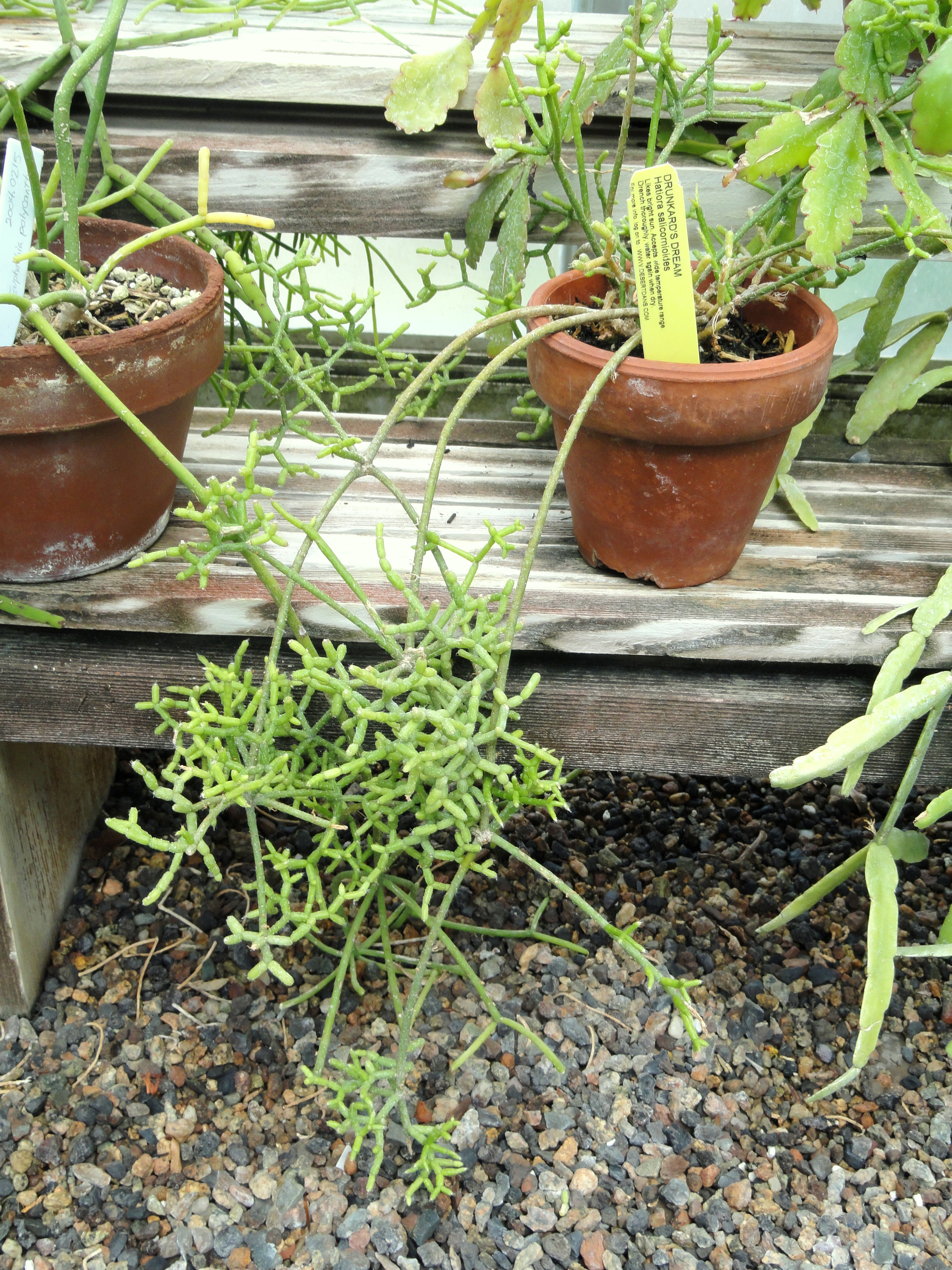
Vista de la planta

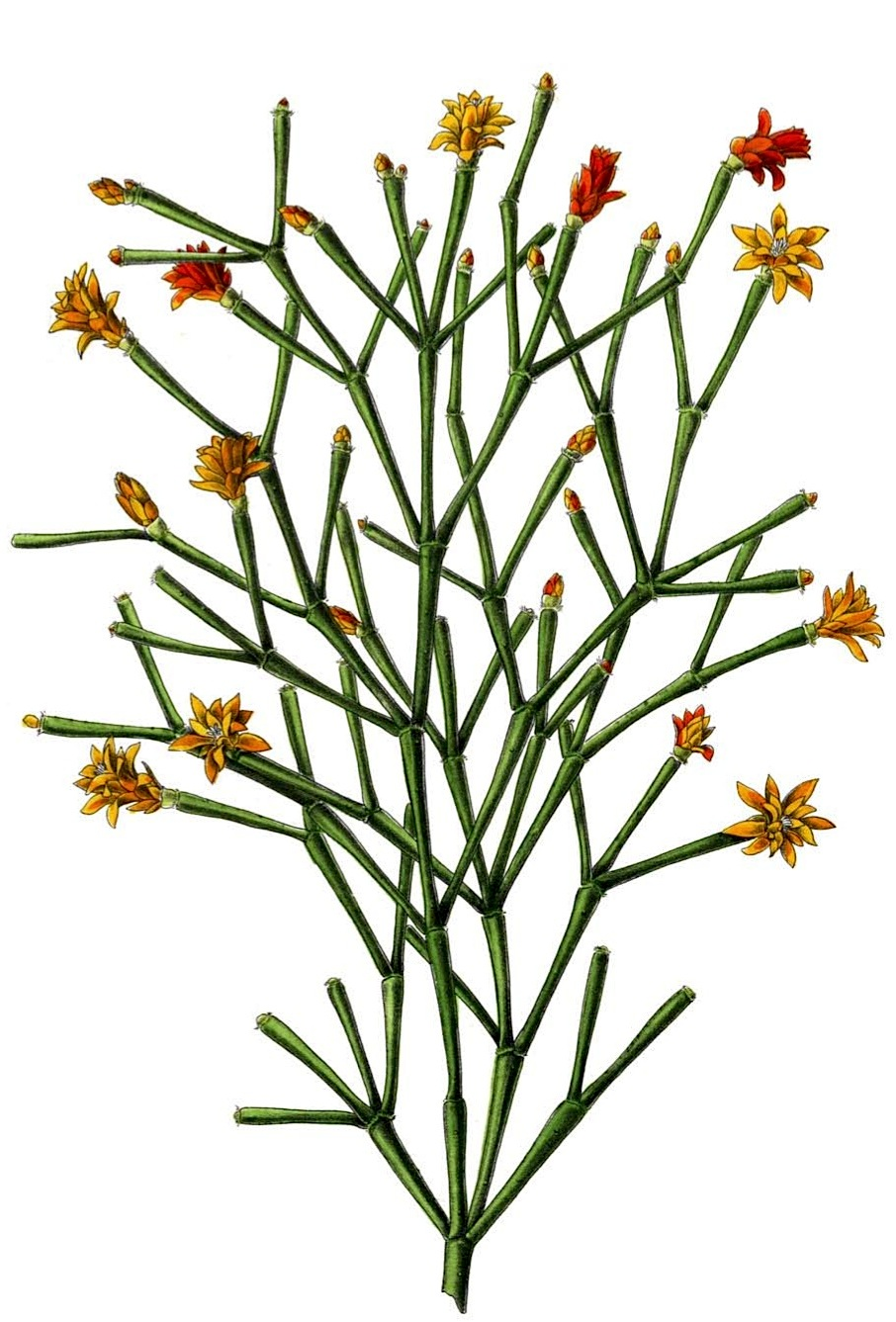
Ilustración

## Descripción
Hatiora salicornioides crece bien ramificada con tallos erectos arqueados o colgantes, los tallos  se convierten en leñosos con el tiempo. Alcanza un tamaño de hasta 1 metro de altura. Los profundos segmentos de tallo son verdes de 1,5 a 5 cm de largo y con un diámetro de unos 7 milímetros en forma de lóbulo, a menudo tienen un miembro de la base del tallo más alto, a veces en forma de botella invertida y están dispuestos en verticilos de 2 a 6. Las pequeñas areolas están cubiertos de pelo corto o cerdas finas. Las flores de color amarillo dorado a naranja son de 1-2 cm de largo y tienen precisamente ese diámetro. Los frutos de color blanco  son translúcidos.

## Taxonomía
Hatiora salicornioides fue descrita por (Haw.) Britton & Rose y publicado en The Standard Cyclopedia of Horticulture 3: 1433. 1915.
Etimología
Hatiora: nombre genérico otorgado en honor del  matemático, astrónomo y explorador inglés Thomas Hariot (1560-1621), en forma de un anagrama de su nombre.
salicornioides epíteto que significa "similar a Salicornia.
Variedades
- Hatiora salicornioides f. bambusoides (Weber) Supplie
- Hatiora salicornioides f. cylindrica (Britton & Rose) Supplie

Sinonimia
- Rhipsalis salicornioides
- Cactus salicornioides
- Hariota salicornioides
- Cactus lyratus
- Hariota villigera
- Rhipsalis villigera
- Hariota bambusoides
- Rhipsalis bambusoides
- Hatiora bambusoides
- Hatiora cylindrica[4]